# Condado de Shelby (Ohio)
El condado de Shelby es un condado estadounidense, situado en el estado de Ohio. Según el censo de los Estados Unidos del 2000, la población es de 47,910 habitantes. La cabecera del condado es Sídney. 

## Geografía
Según la Oficina del Censo de los Estados Unidos, el condado tiene un área total de 1,065 km² (411 millas²). De éstas 1,060 km² (409 mi²) son de tierra y 5 km² (2 mi²) son de agua. 

### Colindancias
- Condado de Auglaize - norte
- Condado de Logan - noreste
- Condado de Champaign - este
- Condado de Miami - este
- Condado de Darke - sur

## Historia
El Condado de Shelby se separó del condado de Condado de Miami el 1 de abril de 1819. Su nombre es en honor de Isaac Shelby, gobernador de Kentucky y héroe de la guerra de Independencia de los Estados Unidos.

## Demografía
Según el censo del año 2000, hay 47,910 personas, 17,636 cabezas de familia, y 13,085 familias que residen en el condado. La densidad de población es de 45 hab/km² (117 hab/mi²). La composición racial tiene:
- 96.04%Blancos (No Hispanos)
- 0.80% Hispanos (Todos los tipos)
- 1.49% Negros o Negros Americanos (No Hispanos)
- 0.24% Otras razas (No Hispanos)
- 0.97% Asiáticos (No Hispanos))
- 1.05% Mestizos (No Hispanos)
- 0.17% Nativos Americanos (No Hispanos)
- 0.05% Isleños (No Hispanos)

Hay 17,636 cabezas de familia, de los cuales el 37% tienen menores de 18 años viviendo con ellos, el 60.70% son parejas casadas viviendo juntas, el 9.30% son mujeres que forman una familia monoparental (sin cónyuge), y 25.80% no son familias. El tamaño promedio de una familia es de 2.68 miembros.
En el condado el 29% de la población tiene menos de 18 años, el 8.20% tiene de 18 a 24 años, el 29.30% tiene de 25 a 44, el 21.70% de 45 a 64, y el 12.20% son mayores de 65 años. La edad media es de 35 años. Por cada 100 mujeres hay 98.6 hombres. Por cada 100 mujeres mayores de 18 años hay 96.4 hombres.

Tabla de la evolución demográfica:
|       | 1900   | 1910   | 1920   | 1930   | 1940   | 1950   | 1960   | 1970   | 1980   | 1990   | 2000   |
| ----- | ------ | ------ | ------ | ------ | ------ | ------ | ------ | ------ | ------ | ------ | ------ |
| TOTAL | 47,910 | 44,915 | 43,089 | 37,748 | 33,586 | 28,488 | 26,071 | 24,924 | 25,923 | 24,663 | 24,625 |

## Economía
Los ingresos medios de un cabeza de familia el condado es de $44,507, y el ingreso medio familiar es $51,331.00 Los hombres tienen unos ingresos medios de $36,212 frente a $24,470 de las mujeres. El ingreso per cápita del condado es de $20,255.00 El 6.70% de la población y el 5.30% de las familias están debajo de la línea de pobreza. Del total de gente en esta situación, 8.30% tienen menos de 18 y el 5.30% tienen 65 años o más.

## Ciudades y pueblos

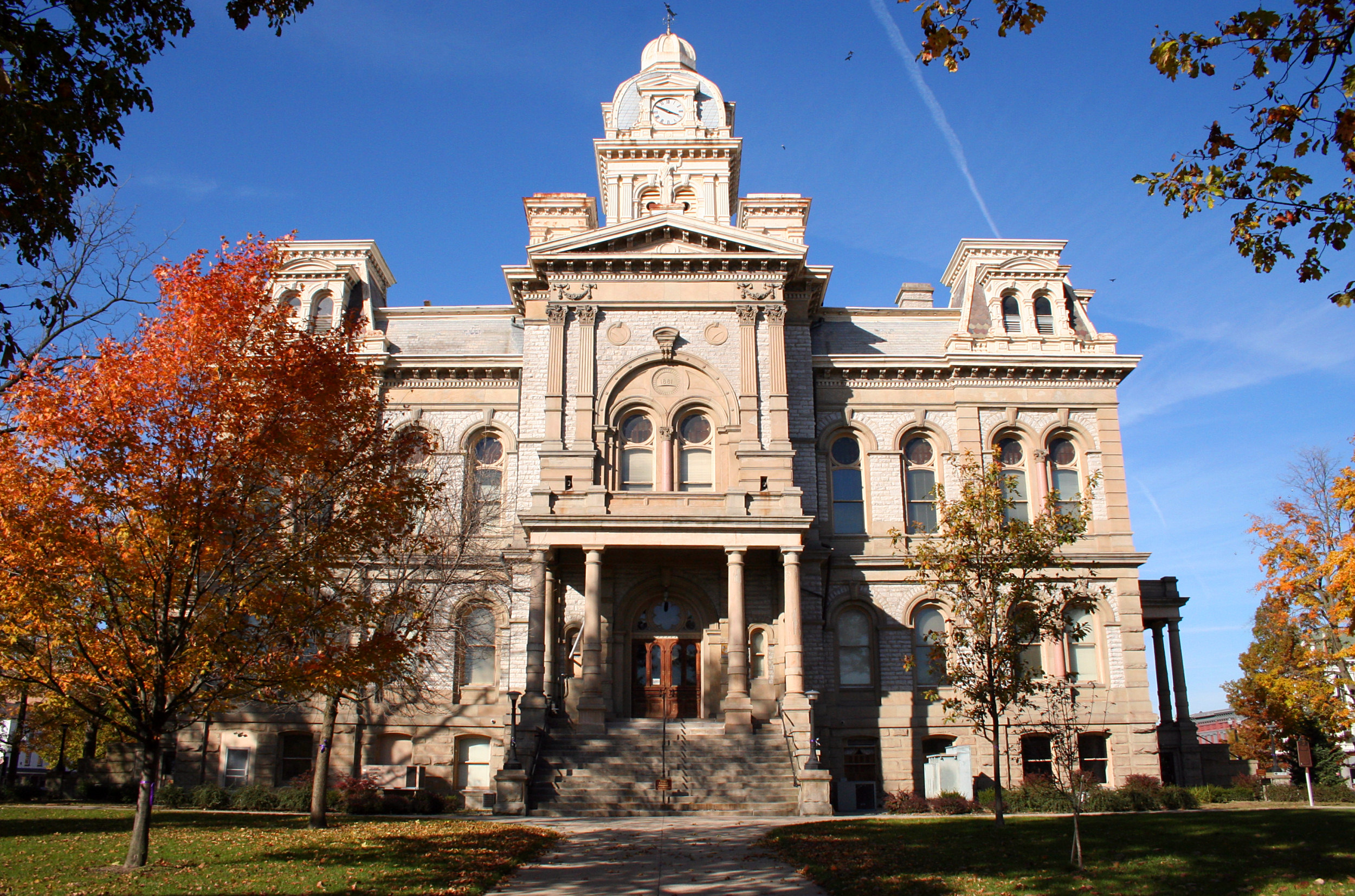
Alcaldía del condado.

| - Anna - Botkins - Fort Loramie - Jackson Center - Kettlersville | - Lockington - Port Jefferson - Russia - Sidney - Hardin | - Houston - Kirkwood - Maplewood - Pemberton | - Swanders - Tawawa |